# Ibrahima Kamara
Ibrahima Kamara lub Brahima Kamara (ur. 17 marca 1966) – iworyjski trener piłkarski i piłkarz występujący na pozycji obrońcy. W latach 2018–2020 pełnił funkcję selekcjonera reprezentacji Wybrzeża Kości Słoniowej.

## Kariera klubowa
W swojej karierze Kamara występował między innymi w zespole Stade Abidżan i Africa Sports National.

## Kariera reprezentacyjna
W latach 1994–1998 w reprezentacji Wybrzeża Kości Słoniowej Kamara rozegrał 20 spotkań i zdobył 1 bramkę. W 1996 roku został powołany do kadry na Puchar Narodów Afryki. Wystąpił na nim w meczach z Ghaną (0:2), Mozambikiem (1:0) i Tunezją (1:3), a Wybrzeże Kości Słoniowej zakończyło turniej na fazie grupowej.

## Sukcesy

### Klubowe
Africa Sports National
- Zdobywca Pucharu WKS: 1998